# Digitaria radicosa
Digitaria radicosa là một loài thực vật có hoa trong họ Hòa thảo. Loài này được (Miq,) Miq. mô tả khoa học đầu tiên năm 1857.